# Antun Augustinčić
Antun Augustinčić (* 4. Mai 1900 in Klanjec im Zagorje, Österreich-Ungarn; † 10. Mai 1979 in Zagreb, SFR Jugoslawien) war ein jugoslawischer Bildhauer.

## Leben
Antun Augustinčić wurde am 4. Mai 1900 im damals im zu Österreich-Ungarn gehörenden Königreich Kroatien und Slawonien, in Klanjec, geboren. Er besuchte die Volksschule in Klanjec und das Gymnasium in Zagreb und studierte ab 1918 Bildhauerei an der Kunstakademie Zagreb, zuerst u. a. bei Rudolf Valdec und Robert Frangeš Mihanović, ab 1922 bei Ivan Meštrović. Nach seinem Diplom erhielt er 1924 ein französisches Stipendium, und Augustinčić besuchte bis 1926 die École nationale supérieure des arts décoratifs und die Académie des Beaux-Arts, u. a. in der Klasse von Jean-Antoine Injalbert. Die Werke von Bourdelle, Donatello, Michelangelo und Rodin übten zu dieser Zeit einen großen Einfluss auf ihn aus.
Nach seiner Rückkehr nach Zagreb nahm er an verschiedenen Graphikausstellungen teil: 1926 in Zagreb und 1927 in Lemberg, Split und Zagreb. 1929 gehörte er zu den Gründern der Künstlergruppe „Erde“ (kroatisch: Zemlja) und wurde im gleichen Jahr zu ihrem stellvertretenden Vorsitzenden gewählt. Mit der Gruppe Erde stellte er seine Arbeiten 1929, 1931 und 1932 in Zagreb sowie 1931 in Paris aus, trennte sich jedoch 1933 von der Gruppe.
Durch Teilnahme an zahlreichen öffentlichen Wettbewerben für Denkmäler intensivierte er ab den 1930er Jahren sein Schaffen von öffentlichen Denkmälern weltweit. 1940 wurde Augustinčić korrespondierendes Mitglied der Jugoslawischen Akademie der Wissenschaften und Künste (JAZU) und 1946 Professor (und später Rektor) an der Kunstakademie Zagreb. 1949 wurde er ständiges Mitglied der JAZU und leitete zu dieser Zeit eine Meisterwerkstatt für Bildhauerei.
1970 schenkte Augustinčić seinem Heimatort Klanjec einen großen Teil seiner Werke, die seit 1976 in der Galerie Antun Augustinčić ausgestellt werden. Andere seiner Arbeiten befinden sich u. a. im Park des Museums der Geschichte Jugoslawiens, im Serbischen Nationalmuseum und im Museum für zeitgenössische Kunst – beide in Belgrad. Augustinčić starb 1979 im Alter von 79 Jahren.

## Werk (Auswahl)

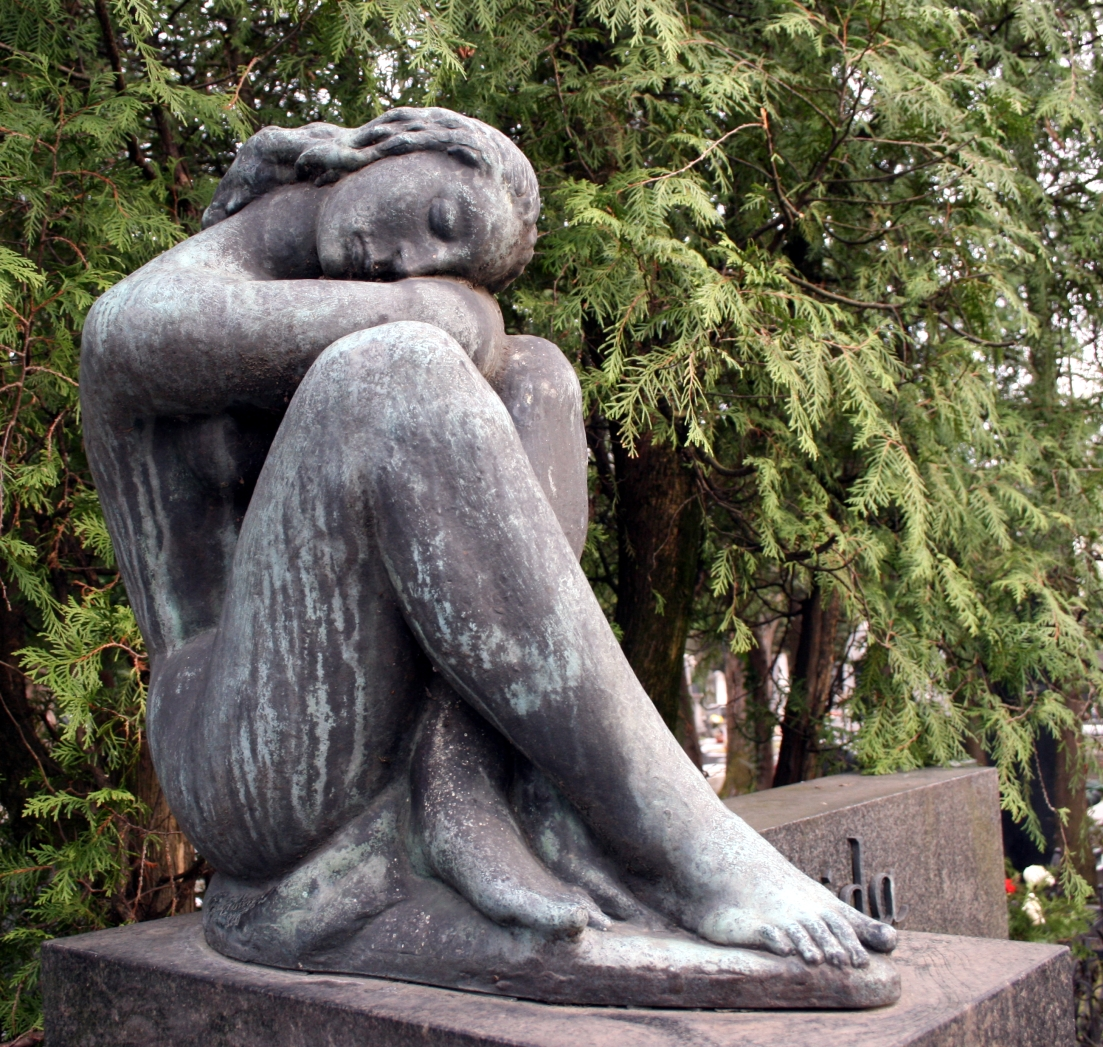
„Die Traurigkeit“ auf dem Mirogoj-Friedhof, Zagreb (1930)

- 1929: Denkmal für Petar Kočić, Banja Luka
- 1937: Reiterstandbild für die gefallenen Einwohner von Niš, Niš
- 1939: Reiterstandbild, Kattowitz
- 1938: Denkmal für Stjepan Radić, Selca auf der Insel Brač
- 1948: Denkmal für Marschall Tito, Kumrovec
- 1954: Friedensdenkmal vor dem Hauptquartier der Vereinten Nationen, New York
- 1955: Denkmal für die Opfer des Faschismus, Addis Abeba
- 1956: Denkmal für Ras Makonnen, Harar
- 1961: Denkmal für die gefallenen Krajisniker (Partisanendenkmal Šehitluci), Banja Luka
- 1973: Tragen von Verwundeten, Krapinske Toplice
- 1973: Denkmal für Matija Gubec, Gornja Stubica